# Alfredo Ormando
Alfredo Ormando, född 15 december 1958 i San Cataldo, Sicilien, död 23 januari 1998 i Vatikanstaten, Rom, var en italiensk novellist. Han utsattes för hatbrott och föraktades för sin homosexualitet, vilket 1998 ledde till hans självmord, efter att han tänt eld på sig själv. Ormandos självmord har blivit en symbol för kristna homosexuellas kamp för en mer accepterande kyrka.

## Biografi

### Uppväxt och utbildning
Ormando växte upp på en bondgård, i en syskonskara på åtta. Hans föräldrar var analfabeter, och de hade stora ekonomiska svårigheter. Hans barndom var turbulent, då hans pappa dog tidigt och hans skolgång var mycket sporadisk. Trots detta lyckades han ta sig igenom skolåren och började vid 20 års ålder Secondo ciclo dell'istruzione (gymnasium); sitt examensbevis fick han dock inte förrän 15 år senare. 
Efter att han slutat skolan gick han arbetslös och var emellanåt tvungen att leva på gatan. Det var nu han på allvar vände sig till kyrkan, och han började läsa vid det katolska prästseminariumet vilket i mångt och mycket ändrade hans världsbild. Efter två år lämnade han utbildningen.

### Skrivande och homosexualitet
Vid denna tid blev Ormandos skrivande allt viktigare för honom. Han skrev för att lugna ner sina känslor; mestadels blev det noveller. Trots återkommande refuseringar kände Ormando att han måste få sina verk utgivna. Han lånade pengar av sin vid tillfället 80-åriga mor för att själv bekosta utgivningen av sin novell "Il Fratacchione" (1995). 1997 publicerade han ytterligare fem noveller i en tidning som han själv startat.
Ormandos homosexualitet tvingade honom att leva ett hemligt dubbelliv. I den delvis självbiografiska "Il Fratacchione" berättar Ormando om sin tid i kloster, föranledd av ett tidigare självmordsförsök. Den beskriver även reflekterandet hos en man söndersliten av konflikten mellan ande och kött, vilja och verklighet.
Ormando kunde aldrig leva öppet med sin homosexualitet och drabbades ofta av depressioner. I oktober 1997 underkändes han för andra gången i det skriftliga provet i latinexamen, vilket är det sista testet innan han hade kunnat få ut en examen i litteraturvetenskap. Detta tros vara en av huvudorsakerna till att Ormando ytterligare en gång sjönk ner i ett tillstånd av depression. Han hade drabbats av depression många gånger, men han skulle aldrig komma över den här.

### Självmord
Tidigt på morgonen den 13 januari 1998 reste Ormando från sitt hem på Sicilien och anlände till Rom precis i gryningen. Hans mamma hade pratat med honom föregående kväll. Han hade ringt till henne och meddelat att han skulle resa till Rom för sina studiers skull. Hans hyresvärd i Palermo hade sett honom två dagar tidigare, och Ormando hade lånat hundratusen lire av honom. Ormando begav sig genast till det tomma torget (piazzan) i Vatikanstaten – Petersplatsen. Framför Peterskyrkan, på samma plats där Sankt Laurentius 1740 år tidigare brändes till döds på grund av sin kristna tro, knäböjde han. Han satt vänd mot ingången till basilikan, som för att be, men minuterna innan hade han dränkt in sig själv i bensin. Ormando gjorde en snabb rörelse och tände sedan eld på sig själv. Han försökte sedan ta sig in i kyrkan men misslyckades. En kvinna som rengjorde toaletterna på Petersplatsen berättade senare hur hon hade sett Ormando hälla bensin över sina kläder och springa ut på torget.
Ormando tände eld på sig själv i protest mot den Romersk-katolska kyrkans syn och politik när det gäller kristna homosexuella. Två poliser försökte släcka elden, och en av dem försökte kväva elden med hjälp av sin jacka. Innan Ormando förlorade medvetandet mumlade han "Jag har inte ens lyckats dö." Han togs till Sant'Eugenios-sjukhuset, men hade då fått komplicerade, över 90-procentiga brännskador. Tio dagar senare dog han under fruktansvärda plågor.
I Ormandos avskedsbrev stod det:
| ”                  | Förlåt mig för att jag föddes till världen. Förlåt mig för min längtan. Förlåt mina drömmar. Förlåt mig att jag har skrattat. Förlåt mig att jag har tyckt mig vara lika mycket värd som heterosexuella. Förlåt mig att jag har upplevt min homosexualitet som något naturligt. […] Jag hoppas de ska förstå mitt budskap. Det är en form av protest mot kyrkan, mot hennes demonisering av homosexualitet. | „ |
| – Alfredo Ormando, | |   |

Vatikanen ville till en början inte publicera Ormandos brev, utan höll det hemligt. Man menade att självmordsförsöket inte hade något med kyrkan att göra utan helt berodde på problem inom familjen. Genom Vatikanstatens talesman, fader Ciro Benedettini, uttryckte man sig angående självmordet: "I Alfredo Ormandos brev finns inget som tyder på att hans handlingar var föranledda av hans förmodade homosexualitet eller som en protest mot Kyrkan … Att han försökte ta sitt liv kan inte förklaras bättre än att det rörde sig om familjemotiv." Efter Ormandos död publicerades dock delar av brevet, där motsatsen bevisades.
I ett brev till en vän i Reggio Emilia skrev Ormando: "Jag vill dö, jag vill inte bli marginaliserad i evighet. Förlåt mig för att jag föddes, för att ha förorenat luften du andas med min giftiga andedräkt, för att ha vågat tänka och bete mig som en man, för att inte ha accepterat en mångfald jag inte känner, för att ha ansett att homosexualitet är en naturlig sexualitet, för att ha känt precis som heterosexuella och andra, för att ha ambitionen att bli en författare, för att ha drömt, för att ha skrattat." Han skrev även att han inte ville ligga under en gravsten för att inte "ses som infekterad" även efter sin död, vilket han ansåg sig ha setts i livet. Till vännen skrev han även att han ville bli kremerad "om bensinen inte fullbordar sin uppgift", och han bad att få sin aska utspridd i den romerska landsbygden: "jag skulle åtminstone vilja vara användbar som gödsel". Han avslutar brevet med att han inte är rädd för att dö utan längtar hem till Gud.
Ormandos mor fick aldrig veta vad som hänt hennes son. De andra familjemedlemmarna mörkade självmordet och talade om för henne att hennes favoritson hade dött i en bilolycka.

## Eftermäle

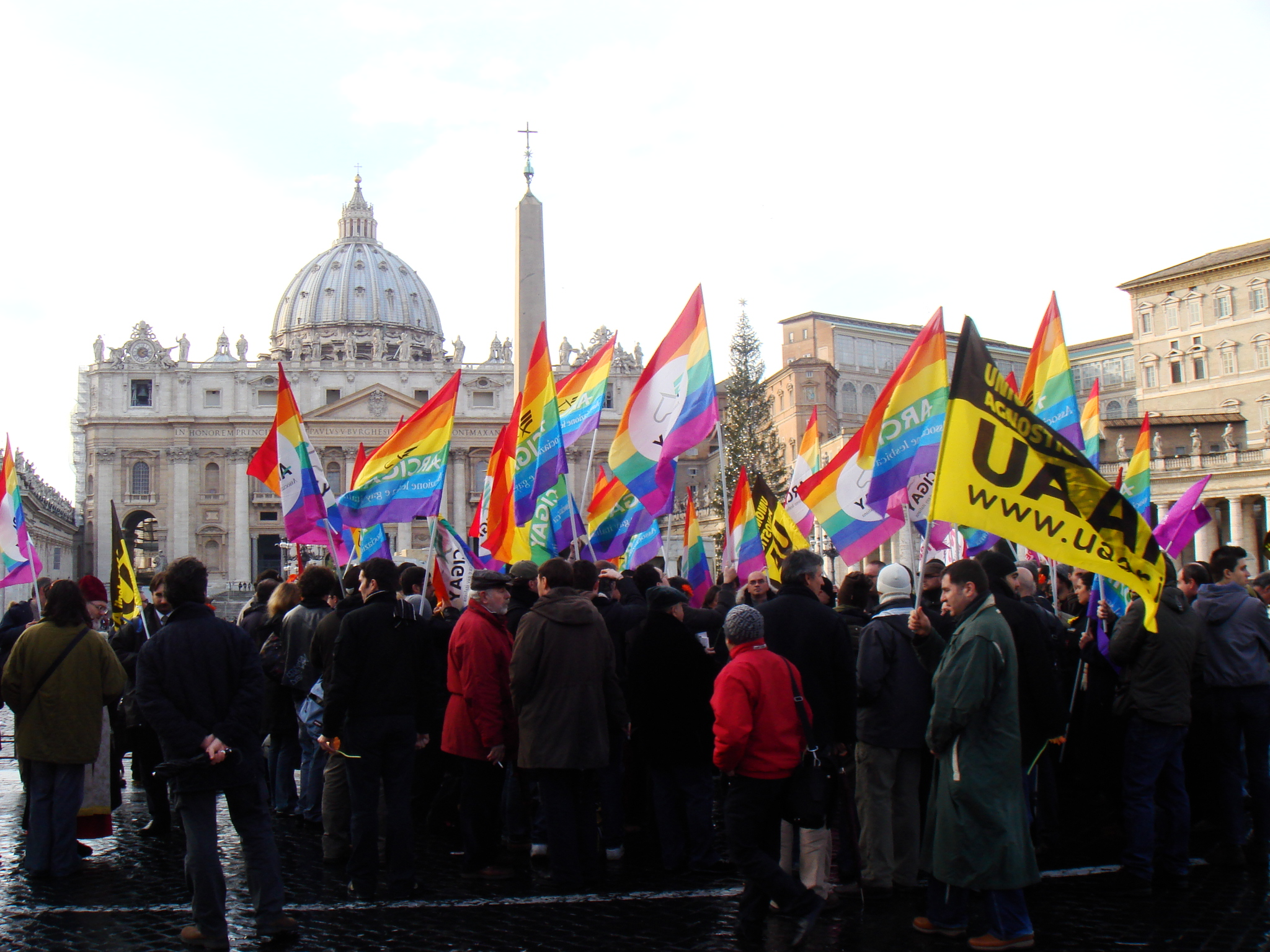
En manifestation som hölls till Ormandos minne, i Rom den 13 januari 2007.

Italienska HBT-aktivister har kallat händelsen för "en tragedi som orsakats av kulturellt förtryck av den katolska kyrkan", och menar att Roms toleransnivå har sjunkit istället för att bli allt öppnare. Arcigay, en italiensk gaypolitisk organisation, har förklarat den 13 januari som "Alfredo Ormandos dag". Andra aktivister har kallat Ormandos handling för "det italienska Stonewall" och hoppas på att det ska bli en milstolpe i kampen mot kyrkans förtryck av homosexuella, på samma sätt som Stonewallupproret blev en milsolpe i HBTQ-historien. World Pride 2000, som firades i Rom, sammanföll med kyrkans jubileumsfirande, delvis till följd av det som hände Ormando.
Under kyrkans jubileumsfirande 2000, ska påven Johannes Paulus II ha stannat till på den plats där Ormando brände sig själv till döds två år tidigare. Han ska ha uppmanat sina anhängare att tala om för alla att homosexualitet är onaturligt och att kyrkan har en plikt att skilja mellan gott och ont.

### Ormando som helgon
Författaren och HBTQ-aktivisten Lars Gårdfeldt gör i sin avhandling "Hatar Gud bögar?" en liknelse mellan Ormando och Sankt Laurentius. Han menar att de båda har drabbats av olika former av kristendomsförföljelse. Laurentius förföljdes på grund av sin kristna tro, Ormando eftersom han var kristen på "fel sätt", nämligen som en homosexuell katolik. Laurentius brändes till döds under kejsar Valerianus, Ormando förföljdes och valde till slut att bränna sig själv till döds då han inte såg någon annan utväg. Gårdfeldt tillägger att vi på Laurentius helgondag den 10 augusti även bör fira Ormandos minne. I Italien hålls manifestationer på årsdagen av Ormandos självmord, och en lokal Arcigay-förening menar att Ormando bör saligförklaras av kyrkan.

### Dokumentär
2002 gjorde Open Eye Picture en dokumentär om Ormando betitlad Alfredo's Fire. Filmen formulerar en fråga som ofta försvinner i HBTQ-kampen, nämligen förhållandet mellan diskriminering av homosexuella och religiös intolerans. Ormando beskrivs som en tveksam martyr, och filmen visar en historia om förföljelse och samtidigt ett hopp om gemenskap. Elden i titeln blir dubbeltydig: en fysisk eld som tar Ormandos liv, men samtidigt en symbolisk eld som lyser upp honom. Genom att ta sitt liv fick Ormando till slut gehör för sin kamp. Filmen ställer frågor om tro och sexualitet och vill undersöka förtryckets egenskaper – men också ansvaret i att vara annorlunda i samhället.